# Gjiri i Lalëzit
Gjiri i Lalëzit är en vik i Albanien.   Den ligger i prefekturen Qarku i Durrësit, i den nordvästra delen av landet, 40 km nordväst om huvudstaden Tirana.
Trakten runt Gjiri i Lalëzit består till största delen av jordbruksmark.  Runt Gjiri i Lalëzit är det tätbefolkat, med 331 invånare per kvadratkilometer.